# Elymnias albofasciata
Elymnias albofasciata är en fjärilsart som beskrevs av Otto Staudinger 1889. Elymnias albofasciata ingår i släktet Elymnias och familjen praktfjärilar. Inga underarter finns listade i Catalogue of Life.